# TAMA 300
TAMA 300 — японский детектор гравитационных волн, расположенный в кампусе Митака Национальной астрономической обсерватории Японии. Проект управляется группой изучения гравитационных волн Института изучения космических лучей (ICRR) Токийского университета. ICRR был основан в 1976 году, работы над TAMA 300 начались в 1995 году, а в настоящее время производится разработка Большого криогенного гравитационного телескопа (англ. Large Scale Cryogenic Gravitational Wave Telescope, LCGT) следующего поколения.
TAMA 300 построен по той же схеме, что  гравитационные антенны LIGO (интерферометра Майкельсона с  резонаторами Фабри — Перо в плечах) с дополнительным выходным зеркалом рециркуляции сигнала. Целью проекта является разработка и обкатка технологий, необходимых для будущих километровых интерферометров, а также детектирование гравитационных волн, возникающих в нашей Местной группе галактик.